# Нечаев, Степан Яковлевич
Степан Яковлевич Нечаев (1799—1862) — доктор медицины и хирургии, заслуженный профессор Императорской медико-хирургической академии.

## Биография
Отличаясь редкими способностями, уже в пятнадцатилетнем возрасте он поступил в Санкт-Петербургскую медико-хирургическую академию, куда был принят на казённый счет, и окончил её курс в 1817 году с золотой медалью. В январе 1818 года он был отправлен на казённый счет за границу для усовершенствования в физике и химии; командировка эта продолжалась более четырех лет. Возвратившись в 1822 году в Санкт-Петербург, он был произведён в штаб-лекари и назначен ординатором Санкт-Петербургского военно-сухопутного госпиталя, а 10-го августа того же года — адъюнкт-профессором по кафедре химии в Санкт-Петербургской медико-хирургической академии и дополнительно, с 1823 года принял на себя еще обязанности помощника библиотекаря академии. Затем он был назначен исправляющим должность ординарного профессора академии. К этому времени относится публикация его сочинения «Хинин и цинхонин» (Военно-медицинский журнал. — 1824). В 1827 году, Нечаев принял на себя ещё и обязанности профессора химии в артиллерийском училище и ординатора военно-артиллерийского госпиталя. 
В ноябре 1828 года он защитил диссертацию «Tentamen physiologico-physicum de calore animali» и, получив степень доктора медицины, 7 декабря 1828 года был утверждён в должности ординарного профессора медико-хирургической академии. 
В 1831 году он перешёл из военно-сухопутного госпиталя в морской госпиталь, тоже — ординатором. 
В марте 1833 года Нечаев стал читать в медико-хирургической академии, кроме химии — физику и математику. Избранный 14 февраля 1836 года в учёные секретари конференции медико-хирургической академии, он занимал эту должность до 14 октября 1838 года, не оставляя и всех других своих должностей, кроме профессуры в артиллерийском училище (которую он оставил в 1837 году), причем, как профессор академии по химии и физике, он в 1837 году был командирован за границу для приобретения инструментов и аппаратов, необходимых для кабинетов и лабораторий академии. 
В воздаяние его выдающихся заслуг в качестве врача-практика, 25 февраля 1839 года конференция академии признала его без экзамена доктором медицины и хирургии. 
В 1843 году он оставил преподавание физики и математики, а в следующем году вышел в отставку со званием заслуженного профессора. В том же 1844 году он был назначен чиновником особых поручений при министре народного просвещения по медицинской части, а в 1850 году — ещё и главным врачом Санкт-Петербургского морского госпиталя. Затем, в 1851 году он был назначен старшим ординатором Кронштадтского морского госпиталя.
С 1853 года он оставался только на должности чиновника особых поручений по медицинской части при министре народного просвещения.
Ученики С. Я. Нечаева отмечали, что он имел необыкновенный дар слова; его лекции пользовались огромным успехом. Он был членом многих учреждений и обществ, отечественных и иностранных; со 2 октября 1839 года он был членом Российской академии, а затем её почётным членом. 
Умер 14 (26) мая 1862 года. Похоронен на Охтинском кладбище.